# Château de la Bigottière
Le Château de la Bigottière est un château français situé à Louverné, dans le département de la Mayenne et la région des Pays de la Loire. Il est situé dur le bord de l'ancienne route de Paris..

## Histoire
Le château, bâti vers 1835 par M. de Rouffigni, comprend : un corps de bâtiment avec deux pavillons de même hauteur. 
La chapelle fut construite pour M. l'abbé Marandais.

## Sources et bibliographie
- « Château de la Bigottière », dans Alphonse-Victor Angot et Ferdinand Gaugain, Dictionnaire historique, topographique et biographique de la Mayenne, Laval, A. Goupil, 1900-1910 [détail des éditions] (BNF 34106789, présentation en ligne)